# Stenus dissimilis
Stenus dissimilis (лат.) — вид жуков-стафилинидов из подсемейства Steninae. Распространён в Японии (Хонсю; Кюсю; Сикоку; острова Рюкю: Yaku, Takara, Amami, Okinawa, Ishigaki), Южной Корее, Тайване, Китае (Фуцзянь, Гуанси-Чжуанский автономный район, Хайнань, Гонконг, Шаньси, Сычуань, Чжэцзян).

## Описание
Мелкие коротконадкрылые жуки. Длина тела от 2,3 до 2,8 мм. Усики короткие, поверхность кутикулы блестящая. Основная окраска тела коричневая и чёрная, лабрум чёрный; первый членик усиков чёрный, а остальные членики усика и все ноги от желтовато-коричневого до красновато-коричневого. Брюшко цилиндрическое. Населяют лесную подстилку и заросли кустарников.